# Alles Routine
Alles Routine (Originaltitel Office Space) ist eine US-amerikanische Filmkomödie von Mike Judge aus dem Jahr 1999.

## Handlung
Peter Gibbons arbeitet als Programmierer für die Softwarefirma Initech, um Banksoftware auf das Jahr-2000-Problem vorzubereiten. Seine Arbeitskollegen sind Samir Nagheenanajar, Michael Bolton und Milton Waddams, ein ständig vor sich hin murmelnder Zeitgenosse, welcher sich nie durchsetzen kann und von seinem Vorgesetzten Bill Lumbergh stets herumgeschubst wird. Peters Verhältnis zu seinem Abteilungsleiter Bill Lumbergh ist angespannt, er leidet außerdem unter Stress und dem Burnout-Syndrom.
Peter wendet sich gemeinsam mit seiner Freundin Anne an den Hypnotherapeuten Dr. Swanson, der ihm Entspannung ermöglichen soll. Nachdem der Therapeut während der Sitzung einen Herzinfarkt erlitten und Peter nicht rechtzeitig aus der Hypnose hat holen können, bleibt Peter in einem sehr entspannten Zustand und beschließt, seinen Traum – nie wieder arbeiten, einfach nichts tun – umzusetzen. Mit völlig neuem Selbstbewusstsein ausgestattet, lädt er die Kellnerin Joanna auf ein Date ein und kommt schließlich mit ihr zusammen.
Währenddessen wurden die zwei Unternehmensberater Bob Slydell und Bob Porter – von Peter nur „die Bobs“ genannt – beauftragt, Initech zu optimieren. Hierzu unterhalten sie sich mit den Mitarbeitern von Initech, um eventuelle Schwachstellen der Firma herauszufinden. In ihren Gesprächen mit „den Bobs“ versuchen sich sämtliche Mitarbeiter möglichst gut zu verkaufen. Lediglich Peter, welcher inzwischen nur noch zur Arbeit geht, wenn er Lust hat, nimmt kein Blatt vor den Mund und erzählt „den Bobs“, wie sinnlos er seinen Job findet und dass er größtenteils nichts tut.
Die Bobs sind der Meinung, dass Peter aufgrund seiner Einstellung zu seinem Job ein perfekter Kandidat für eine führende Position im Unternehmen ist. Peter wird daraufhin, gegen den Willen und gegen die Unterstützung Bill Lumberghs, zum Teamleiter befördert. Seine Kollegen Samir und Michael werden hingegen entlassen. Milton soll ebenfalls entlassen werden, allerdings stellt sich heraus, dass sein Arbeitsvertrag bereits vor längerer Zeit gekündigt wurde, aber lediglich vergessen wurde, sowohl Milton als auch die Personalabteilung hiervon zu informieren. Die Bobs und Lumbergh beschließen daraufhin, lediglich die Buchhaltungsabteilung zu informieren, Miltons Gehalt nicht mehr zu bezahlen, um ihm so nicht explizit zu kündigen, sondern „das Problem“ sich von selbst erledigen zu lassen.
Um sich an Initech zu rächen, beschließen Peter, Samir und Michael, ein Computervirus in die Banksoftware einzuschleusen und zukünftig die winzigen Differenzbeträge, die täglich vieltausendfach bei der Abrundung von Zinsgutschriften auf volle Centbeträge anfallen, auf ein eigenes Konto zu überweisen. Durch einen Programmierfehler des Virus werden an einem einzigen Tag bereits 305.326,13 Dollar auf das Konto überwiesen. Die drei Freunde sind sich sicher, dass das Fehlen einer derartig großen Summe auffallen wird und sie im Gefängnis landen werden. Peter beschließt, die Verantwortung auf sich zu nehmen, und schreibt einen Brief, in dem er gesteht, das Virus geschrieben und in die Banksoftware eingeschleust zu haben. Zusammen mit Reiseschecks in Höhe der gestohlenen Summe schiebt er den Brief unter die Bürotür seines Chefs Lumbergh und verabschiedet sich anschließend von seinen Freunden und Nachbarn in der Erwartung, in Kürze verhaftet zu werden.
Es kommt allerdings anders, als Milton – der von der Sache nichts wusste – Lumberghs Büro aufsucht, um seinen zuvor von Lumbergh entwendeten Tacker zurückzufordern. Statt Lumbergh findet er jedoch den Umschlag mit Peters Brief und den Reiseschecks vor. Milton macht daraufhin seine während des Films immer wieder geäußerte, jedoch nie ernst genommene Drohung wahr und zündet das Gebäude an. Das anschließende Feuer zerstört sowohl das komplette Gebäude als auch alle Computer sowie das darauf enthaltene Virus und damit sämtliche Beweismittel gegen Peter.
Nach dem Brand beginnen Samir und Michael neue Jobs als Programmierer, Peter hingegen findet seinen Traumjob als Bauarbeiter, zusammen mit seinem Nachbarn Lawrence. Milton hingegen setzt sich mit dem Geld nach Mexiko ab und lebt dort.

## Kritiken
James Berardinelli schrieb auf ReelViews, dass die satirische Darstellung des Bürolebens nur als Hintergrund für die eigentliche Story dienen könne. Aber gerade mit dieser Story habe man es sich zu leicht gemacht und sowohl aus der Prämisse als auch aus dem überragenden Talent von Jennifer Aniston viel zu wenig herausgeholt. Er bescheinigte Ron Livingston, David Herman und Ajay Naidu eine ordentliche Arbeit.
Roger Ebert lobte in der Chicago Sun-Times vom 19. Februar 1999 die Dialoge.

## Auszeichnungen
Der Film wurde 2005 in zwei Kategorien für den Satellite Award nominiert.

## Hintergrund
- Der Film wurde in Texas und in Florida gedreht.[3] Seine Produktion kostete schätzungsweise 10 Millionen US-Dollar. Er spielte in den US-Kinos 10,8 Millionen US-Dollar ein.[4]
- Der Film hat in Deutschland eine Altersfreigabe FSK 12, in den USA die Einstufung R (Restricted: unter 17 Jahren nur in Begleitung eines Erwachsenen)